# Gudrun Gärtner
Gudrun Gärtner (* 24. Dezember 1958 in Ludwigslust) ist eine ehemalige deutsche Volleyballspielerin.
Gudrun Gärtner war vielfache DDR-Nationalspielerin. Sie nahm 1976 mit 17 Jahren als jüngstes Mannschaftsmitglied an den Olympischen Spielen in Montreal teil und belegte den sechsten Platz. Gudrun Gärtner spielte für den SC Traktor Schwerin und wurde mehrfach DDR-Meister. Außerdem gewann sie 1978 den Europapokal der Landesmeister.